# Jovellana
Jovellana  es un género de plantas con flores perteneciente a la familia Calceolariaceae.   Comprende 10 especies descritas y de estas, solo 3 aceptadas.

## Taxonomía
El género fue descrito por Ruiz & Pav. y publicado en Flora Peruviana, et Chilensis 1: 12. 1798. La especie tipo no ha sido designada.

## Especies aceptadas
A continuación se brinda un listado de las especies del género Jovellana aceptadas hasta octubre de 2013, ordenadas alfabéticamente. Para cada una se indica el nombre binomial seguido del autor, abreviado según las convenciones y usos.
- Jovellana guentheri Kraenzl.
- Jovellana punctata Ruiz & Pav.
- Jovellana violacea (Cav.) G. Don